# Truflowiec jednorożek
Truflowiec jednorożek (Bolbelasmus unicornis) – gatunek chrząszcza z rodziny grzybolcowatych. Rzadko występujący chrząszcz o słabo poznanej biologii. Prowadzi podziemny tryb życia, możliwe, że stadia przedimaginalne związane są z podziemnymi grzybami.

## Morfologia
Imagines mają 12–14 mm długości. Ciało jest kuliste w zarysie, pokrywy błyszczące, zabarwione czerwonobrunatno. Zaznaczony jest dymorfizm płciowy: samce mają krótki rożek na czole, dwa głębokie wklęśnięcia i cztery ostre guzki na przedpleczu, podczas gdy samice na czole mają poprzeczne żeberko i krótkie, poprzeczne żeberko na przedpleczu.

## Występowanie
Zasięg występowania pannoński. Notowany z Węgier, Słowacji, Rumunii, północnych Włoch, Austrii, Szwajcarii, zachodniej Francji i południowych Niemiec, wschodnich Czech i południowej i wschodniej Polski, zachodniej Ukrainy, Bośni, Bułgarii i Grecji. Chrząszcz wszędzie jest bardzo rzadko spotykany. Z terenów Polski historycznie wykazany z Mazowsza, Lubelszczyzny, Śląska Opolskiego i Kielecczyzny. W latach 70. zebrany z okolic Skarbki na Wyżynie Małopolskiej. W 2004 roku został objęty ochroną gatunkową w Polsce.